# Juma Oris
Juma Oris Abdalla (? - Março de 2001) foi um oficial militar e ministro ugandense sob a ditadura de Idi Amin. Depois de fugir do seu país durante a Guerra de Uganda-Tanzânia, ele se tornou líder da Frente do Banco do Nilo Ocidental (WNBF), um grupo rebelde activo na sub-região do Nilo Ocidental de Uganda durante os anos 90.

## Biografia
Juma Oris Abdalla nasceu e cresceu em Uganda. Ele serviu no exército de Uganda e foi um coronel de alta patente no início dos anos 70. Após o golpe de Estado de 1971, em Uganda, ele ascendeu a uma das principais figuras do governo de Idi Amin. Ele primeiro tornou-se ministro das Relações Externas e foi nomeado ministro das Relações Externas em 25 de maio de 1975. Ele permaneceu nessa posição até 1978, enquanto também servia como Ministro da Informação e Radiodifusão a um dado momento. Em 1979, ele foi nomeado Ministro dos Recursos Animais. Fugindo de Uganda no início de 1979, pouco antes da queda do governo de Amin durante a Guerra de Uganda-Tanzânia, Oris conseguiu levar 3.000 cabeças de gado com ele enquanto fugia para o Sudão. Ele se juntou às Forças Armadas Sudanesas como mercenário, e também se tornou um membro do Exército Nacional de Uganda, um grupo rebelde pró-Amin que lutou na Guerra Civil de Uganda. No final dos anos 80 e início dos 90, Joseph Kony, o líder do grupo rebelde conhecido como o Exército de Resistência do Senhor, afirmou estar possuído pelo espírito de Juma Oris. Parece que ele não sabia que Oris ainda estava vivo - algo que ele descobriu quando os dois homens eventualmente se encontraram pessoalmente.
Oris fundou o seu próprio exército rebelde, chamado de " Frente do Banco do Nilo Ocidental " (WNBF), em 1994. Embora fundado no Zaire com a benção de Mobutu Sese Seko, o grupo era apoiado pelo governo do Sudão, como o regime de Mobutu já estava em declínio terminal por este ponto. O WNBF lutou pela secessão da sub-região do Nilo Ocidental ou a restauração de Idi Amin como Presidente do Uganda. Oris conseguiu obter apoio no norte do Uganda, explorando as tensões étnicas e a falta de oportunidades de desenvolvimento na região, oferecendo aos potenciais recrutas dinheiro em troca da adesão à WNBF. Enquanto promovia uma insurgência contra o governo de Uganda, Oris teria cometido violações de direitos humanos através da instalação de minas terrestres em tentativas de emboscada. Ele também lutou com os seus seguidores na Segunda Guerra Civil Sudanesa ao lado do governo sudanês. Em março de 1997, o WNBF e seus aliados sofreram uma grande derrota quando os rebeldes sul-sudaneses do SPLA invadiram as suas bases em torno de Yei e depois emboscaram as suas forças em retirada durante a Operação Thunderbolt. Oris foi gravemente ferido durante esta batalha e o WNBF quase foi completamente destruído; ele e os remanescentes da sua milícia fugiram para Juba. A partir daí, o WNBF foi "essencialmente desvanecendo" como força de combate.
Tendo sofrido um derrame cerebral no final de 1999, Oris morreu em Cartum em Março de 2001, contestando os relatórios do Boletim de Pesquisa da África de que ele havia sido morto em batalha com as Forças de Defesa do Povo de Uganda.